# Lionel de Rothschild
Barone Lionel Nathan de Rothschild (22 novembre 1808 – 3 giugno 1879) è stato un banchiere, politico e filantropo britannico membro della facoltosa famiglia Rothschild d'Inghilterra. Divenne il primo ebreo praticante a sedersi come un membro del Parlamento nel Regno Unito.

## Vita e carriera
Figlio di Nathan Mayer Rothschild ed Hanna Barent Cohen, era membro della facoltosa famiglia Rothschild. Nacque a Londra, dove suo padre aveva fondato il ramo britannico della famiglia.
In gioventù, aveva studiato all'università di Gottinga, prima di intraprendere un apprendistato nell'azienda di famiglia a Londra, Parigi e Francoforte. Lionel fu ammesso al partenariato di famiglia nel 1836 in una riunione di famiglia a Francoforte.
Come suo padre, era un Freiherr (barone) dell'impero austriaco, ma al contrario di suo padre utilizzò il titolo nella società britannica. Nel 1838, la regina Vittoria autorizzò l'uso del titolo austriaco nel Regno Unito.
Il primo ministro Gladstone propose alla regina di crearlo un pari britannico. Lei esitò, dicendo che assegnare un titolo ad un ebreo avrebbe sollevato antagonismo oltre al fatto che sarebbe stato sconveniente premiare un uomo la cui vasta ricchezza era basata su quello che lei chiamava "una specie di gioco d'azzardo", piuttosto che commercio legittimo. Tuttavia, nel 1885 la regina elevò al rango di pari suo figlio Nathan che diventò il primo ebreo a sedere alla camera dei Lord.

## Vita personale e famiglia
Patrono delle corse di cavalli purosangue, sotto il falso nome di Mr Acton, il suo puledro "Sir Bevys" vinse il Derby di Epsom del 1879.
Nel 1836, Lionel de Rothschild sposò sua cugina, la baronesse Charlotte von Rothschild (1819–1884), figlia del barone Carl Mayer von Rothschild dei Rothschild di Napoli. ebbero i seguenti figli:
1. Leonora (1837–1911)
2. Evelina (1839–1866)
3. Nathan Mayer (1840–1915)
4. Alfred Charles (1842–1918)
5. Leopold (1845–1917)

## Malattia e morte
Lionel de Rothschild soffrì di gotta per oltre 20 anni. Egli soffrì un attacco il 3 giugno 1879 e morì la mattina dopo nella sua casa di città al 148 Piccadilly a Londra, all'età di 70 anni. Il suo corpo fu sepolto nel Willesden Jewish Cemetery nel North London sobborgo di Willesden.